# 22827 Arvernia
22827 Arvernia este o planetă minoră (asteroid), cu un diametru de , din centura de asteroizi. A fost descoperită pe 8 septembrie 1999 la Observatorul Regal al Belgiei⁠(d) de Thierry Pauwels⁠(d). 
Obiectul prezintă o orbită caracterizată de o semiaxă mare de 2,3223412 UAi, o excentricitate de 0,14, o înclinație de 6,72047 ° în raport cu ecliptica.